# Moschea superiore di Govhar Agha
La moschea di Juma (lett. la moschea del venerdì), anche conosciuta come moschea superiore (Yukhari Govhar Agha), è una moschea della città di Şuşa, in Azerbaigian (fino al 2020 parte della repubblica dell'Artsakh).

## Nome

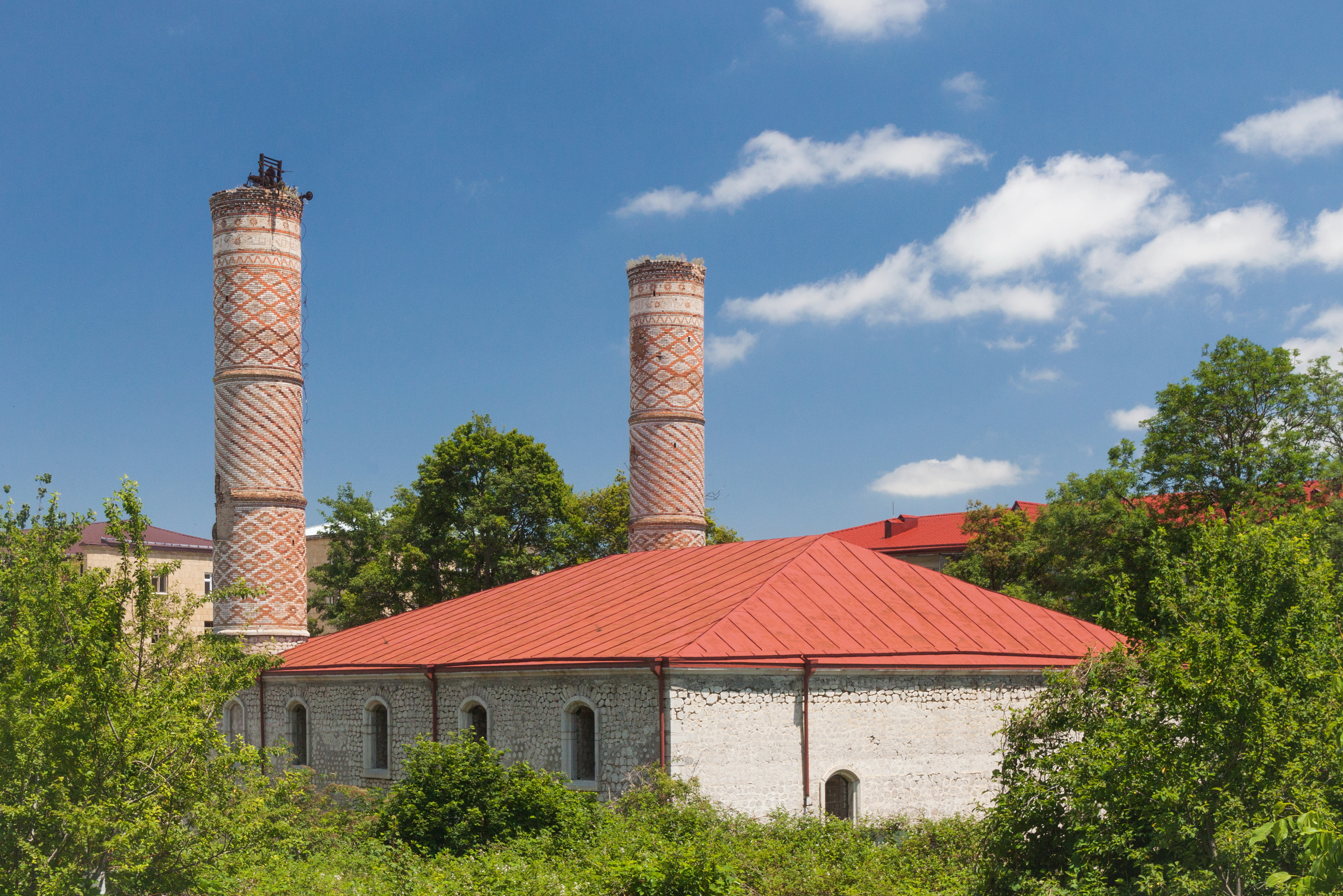

Il suo nome ("superiore") deriva dal fatto che si trova nella parte alta della città e veniva così distinta dall'altro edificio, assai simile, che si trova nella parte bassa e che per questo è chiamato "inferiore" (Asgahi). Govhar Agha era il nome della figlia di Ibrahim Khalil Khan che ne ordinò la costruzione.

## Storia
I lavori di costruzione della moschea furono appunto commissionati nel 1768 da Ibrahim Khalil Khan ma rimasero fermi per quasi un secolo. L'edificazione fu ripresa e completata solo tra il 1883 e il 1885 dall'architetto persiano Karbalayi Sakikhan su commissione di Govhar Agha.
In epoca sovietica la moschea cessò le sue funzioni di culto e al suo interno fu allestito il museo etnografico, trasferito dopo la guerra in altra sede.

## Architettura
La sala di culto, a forma quadrata, si presenta a tre navate separate da due ordini di sei colonne. All'esterno si ergono due imponenti minareti costruiti in mattoni mentre l'edificio principale è in pietra.

## Situazione attuale
La moschea superiore e quella "inferiore" sono le uniche due sopravvissute alla guerra. Dopo i pogrom armeni degli anni Venti la città era rimasta popolata quasi esclusivamente da musulmani e contava diciassette moschee, quindici delle quali sono andate distrutte nel corso del conflitto.
Riconquistata la città da parte degli armeni, le autorità del nuovo stato si sono impegnate a proteggere le due moschee considerate patrimonio architettonico di Shushi; nel 2010 sono stati avviati lavori di restauro nella moschea di Juma che tuttavia rimane chiusa al culto essendo tutta la popolazione della città di religione cristiana. I lavori di restauro sono stati in parte finanziati da una organizzazione armena di stanza in Francia. Un accordo per il completamento dei lavori di restauro è stato siglato nel dicembre 2016 tra il ministero dell'Economia del Nagorno Karabakh e una società iraniana specializzata.
A ottobre 2019 i lavori di restauro sono stati completati.

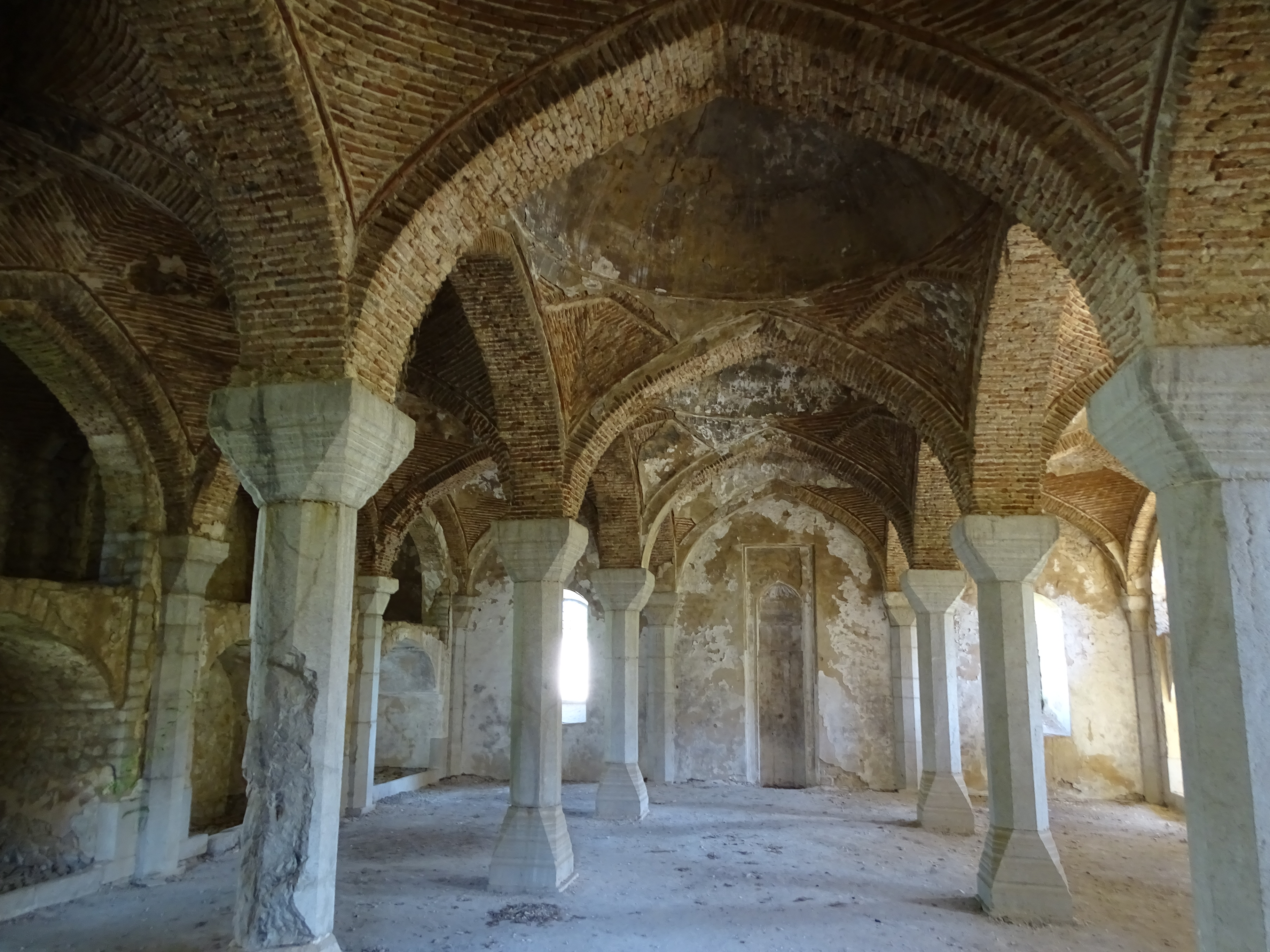
Interno della moschea prima dei lavori di restauro